# UltraEdit
UltraEdit ist ein Text- und Hex-Editor für Windows, Linux und Mac OS X.
Das Programm wurde von der in Hamilton (Ohio) ansässigen IDM Computer Solutions, Inc. entwickelt und als Shareware vertrieben. Seit 2021 gehört IDM zur Idera, Inc.

## Programmfunktionen
Die wichtigsten Funktionen von UltraEdit sind:
- Syntaxhervorhebung für zahlreiche Programmier- und Gestaltungssprachen.
- Unicode-Unterstützung.
- Bearbeitung großer Dateien (+4 GB).
- Wörterbücher und Autovervollständigung.
- Datensortierungsfunktion.
- Die Möglichkeit, rechteckige Blöcke zu editieren (Spaltenmodus).
- Gleichzeitige Bearbeitung mehrerer Zeilen (Multi-caret editing).
- Verschiedene Arten von Zeilenumbrüchen können ineinander konvertiert werden.
- Code-Faltung wird unterstützt (u. a. für C++, C, Java und PHP).
- Unterstützung regulärer Ausdrücke beim Suchen und Ersetzen.
- Suchen und Ersetzen kann nicht nur auf geöffnete Dateien angewendet werden, sondern auch auf Dateien in einem definierten Ordner (und optional auch seinen Unterordnern), deren Dateinamen einem bestimmten Suchmuster entsprechen.
- Häufig auftretende Bearbeitungsschritte können in Makros aufgenommen und wiedergegeben werden.
- Projekte (Workspaces) können angelegt werden.
- Externe Programme können aus dem Editor heraus ausgeführt sowie deren Ausgabe in eine Datei bzw. ein Ausgabefenster umgeleitet werden.
- Integrierter FTP- und SSH/telnet-Client.

## Produktion und Vertrieb
IDM Computer Solutions, Inc. produziert UltraEdit und andere Software seit 1994.